# Акриловые краски

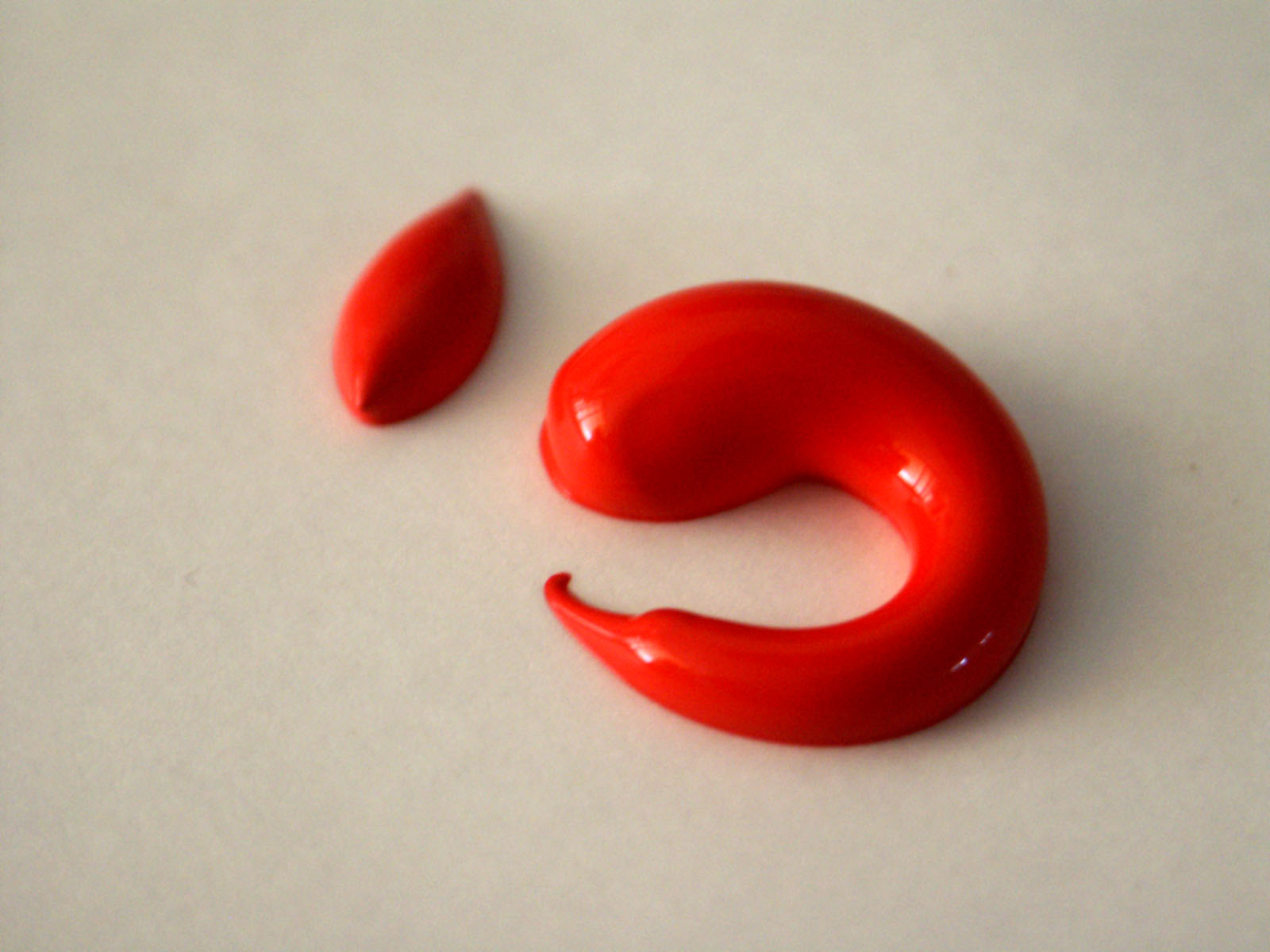
Художественная акриловая краска

Акриловые краски — водно-дисперсные краски на основе полиакрилатов (преимущественно полимеров метил-, этил- и бутилакрилатов), а также их сополимеров в качестве плёнкообразователей.
Используются в строительстве для внутренних и наружных работ и в живописи. 
Акриловые краски, подобно другим водно-дисперсным краскам, могут быть разбавлены водой, при разбавлении могут колероваться водными пигментными пастами, но после высыхания становятся стойкими к воздействию воды. При нанесении могут быть токсичны из-за различных неполимеризированных сополимеров или мономеров (например, стирола).
В России обозначение акриловых красок различных марок имеет вид «ВД-АК-[индекс]», где «ВД» — водно дисперсионная (краска), «АК» — акриловая, индекс — номер лакокрасочной продукции.

## История
Первыми синтетическими красками являются масляные нитроцеллюлозы, появившиеся в середине 30-х годов в Нью-Йорке для автомобильной и строительной промышленности (использовавшиеся мексиканскими художниками и Чарльзом Поллоком). 
Второй тип красок, появившийся в 1927 году, включал алкидную кладку для зданий (в частности, использовавшуюся Де Кунингом). 
Поливинилацетат также был введён в 1930-х годах.
Американские типографы Леонор Колор и Сэм Голден разработали акриловую краску и выпустили её на рынок в 1949 году под торговой маркой «Magma». Эта краска разбавлялась скипидаром, её использовали художники-абстракционисты: Ротко, Кунинг, Барнетт Ньюман, Кеннет Ноланд и Морис Луис.
В 1963 году химик Генри Левинсон создал профессиональную акриловую краску для художников, выпустив её в продажу под маркой «Liquitex». Художники Энди Уорхол, Дэвид Хокни использовали её в своих работах.

## Акриловые краски в живописи
Акриловые краски при высыхании становятся темнее, так как дисперсия по своей природе белая, а после испарения воды становится прозрачной. Они могут использоваться также как альтернатива масляной краске с применяемыми широко известными техниками. Высыхают очень быстро — в этом их преимущество перед другими красками. Наносить можно как в очень жидком, разбавленном состоянии (акрил разбавляется водой), так и в пастообразном состоянии, получаемом специальными сгустителями, используемыми художниками; при этом акрил не образует трещин, в отличие от масляных красок. Кладётся краска ровной плёнкой, немного блестит, не требует закрепления закрепителями и лаками, имеет свойство образовывать плёнку, смываемую после высыхания только специальными растворителями. Часто акрил смешивают со специальными добавками, предназначеными для изменения свойств красок — так акрил может становиться полупрозрачным, иметь свойства масла, быть блестящим или полностью матовым.
Акриловые краски и лаки можно использовать на любой нежирной основе типа стекла, дерева, металла, полотна, холста и им подобных. Так, акриловые краски применяются в различных видах декора, для росписей по ткани, стене. В настоящее время существуют специальные акриловые краски, которые схожи по свойствам с обычными, но более приспособлены для того или иного вида поверхности.
Свежая акриловая краска без труда удаляется с предметов водой, но при засыхании требует специальных растворителей.
В зависимости от степени разведения водой или используемых наполнителей (гелей, паст, клея) законченная акриловая картина может быть похожа на акварельные или масляные изображения или иметь свою уникальную цветопередачу.
Вязкость акрила может быть уменьшена при использовании подходящих наполнителей, которые поддерживают целостность плёнки краски. Быстрое испарение воды из обычных плёнок акриловой краски может быть приостановлено с помощью акриловых замедлителей. Замедлители, как правило, представляют собой добавки на основе гликоля или глицерина. Добавление замедлителя уменьшает скорость испарения воды из краски.
Акриловые краски также используются в хобби, таких как покраска моделей поездов, автомобилей, домов и людей. Акриловая краска используется для создания черт лица на куклах или рельефных деталей на других типах моделей. Влажная акриловая краска легко удаляется с кистей и кожи обычной водой, в то время как масляные краски требуют использования мыла или растворителей.

### Особенности акриловых красок в отличие от масляных
В отличие от масляной краски, где носителем и связующим веществом является льняное масло (или другое высыхающее масло), акриловая краска содержит воду в качестве носителя для эмульсии дисперсии акрилового полимера, который служит связующим веществом. Таким образом, масляная краска называется «краской на масляной основе», тогда как акриловая — «краской на водной основе». Основное практическое отличие большинства акриловых красок от масляных — это время высыхания. Масляная краска позволяет вносить правки в уже написанную работу, если говорить о живописи, в течение долгого времени: от нескольких часов до нескольких суток, в зависимости от количества масла в краске. Этот медленно твердеющий вид красок можно рассматривать как преимущество для определённых техник, но если художник хочет, чтобы его картина быстро высохла, масляные краски ему не подойдут. 
Масляные краски могут потребовать использования разбавителей, таких как уайт-спирит или скипидар, различные виды растительных масел; иногда не очищенные разбавители имеют резкий запах. Смешивающихся с водой масляных красок не существует. Существует «воско-масляная» разновидность темперы, которая может смешиваться с масляными красками и при этом ведёт себя как масло; или с гуашью и водорастворимой темперой — тогда она ведёт себя как темпера. Слои масляной краски со временем могут желтеть, если при нанесении использовались некачественные лаки. Некоторые натуральные пигменты со временем также теряют интенсивность цвета, их оттенки уходят в желтизну или становятся серыми. Для долговечности, защиты от ультрафиолета и во избежание окисления масляную живопись после полного затвердения покрывают специальным лаком в несколько тонких слоёв с сушкой каждого слоя. Покрывать красочный слой маслом не нужно.
Не все пигменты масляных красок доступны в акриле и наоборот, так как каждая среда имеет различную химическую чувствительность. Некоторые основные пигменты чувствительны к щелочам и поэтому не могут быть изготовлены в акриловой эмульсии.
Обычно для высыхания одного-двух слоёв акриловой краски (до отлипа — в случае выполнения строительных работ) требуется 15–20 минут. 
Перед нанесением акриловой краски на какую-либо поверхность её необходимо обработать грунтом; грунт наносят для улучшения адгезии краски к поверхности. Для работы с акрилом используют акриловый грунт. 
Быстрое высыхание акриловой краски препятствует смешиванию цвета прямо в процессе работы, как это происходит в живописи маслом. Несмотря на то, что акриловые замедлители (медиумы) могут продлить время высыхания до нескольких часов, они остаются относительно быстросохнущей средой, а добавление слишком большого количества акрилового замедлителя может помешать правильному высыханию краски и привести к расслоению. Между тем акриловая краска очень эластичная, что предотвращает появление трещин.
Связующее вещество для акриловой краски представляет собой эмульсию акрилового полимера, поэтому это вещество не просто высыхает, а проходит химическую реакцию полимеризации по мере испарения воды.
Ещё одно различие масляных и акриловых красок заключается в универсальности, предлагаемой акриловыми красками. Акриловые краски чаще используются в смешанных техниках, с применением пастели, фломастеров (или любых других графических материалов) поверх высушенной акриловой окрашенной поверхности. Возможно добавление в акрил разных наполнителей — песка, риса и тому подобных, — для придания фактуры и рельефности. Не стоит смешивать художественные краски из тюбика с промышленными: у этих красок разное качество пигмента, разная консистенция. По тем же причинам не стоит смешивать акриловые краски разных производителей.

## Виды акриловых красок
- Тяжёлые (концентрированные) акриловые краски — обычно встречаются в красках для художников. Они содержат максимальную концентрацию цветного пигмента без наполнителей и вязкость, что позволяет сохранять мазок кисти или мастихина.
- Гелевые среды («пигментные краски») — также доступны с различной вязкостью и используются для сгущения красок, а также для разжижения красок и добавления прозрачности.
- Ученические краски — используются чаще всего учениками (начинающими) и студентами. Их отличие от профессиональных красок в замене дорогих пигментов на более дешёвые и в меньшей цветовой палитре, однако они стоят гораздо дешевле из-за наполнителей и более доступны для начинающих художников.
- Металлики — это укрывистые или полупрозрачные, блестящие краски с металлическим эффектом при засыхании. Часто используются в декоративной живописи, однако они так же встречаются в традиционной декоративной живописи.

## Фотогалерея

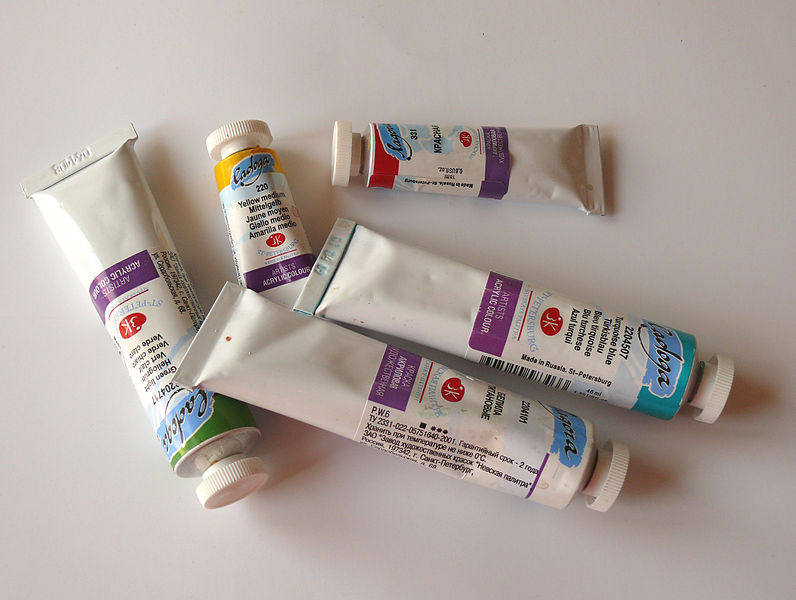
Акриловые краски в тубах
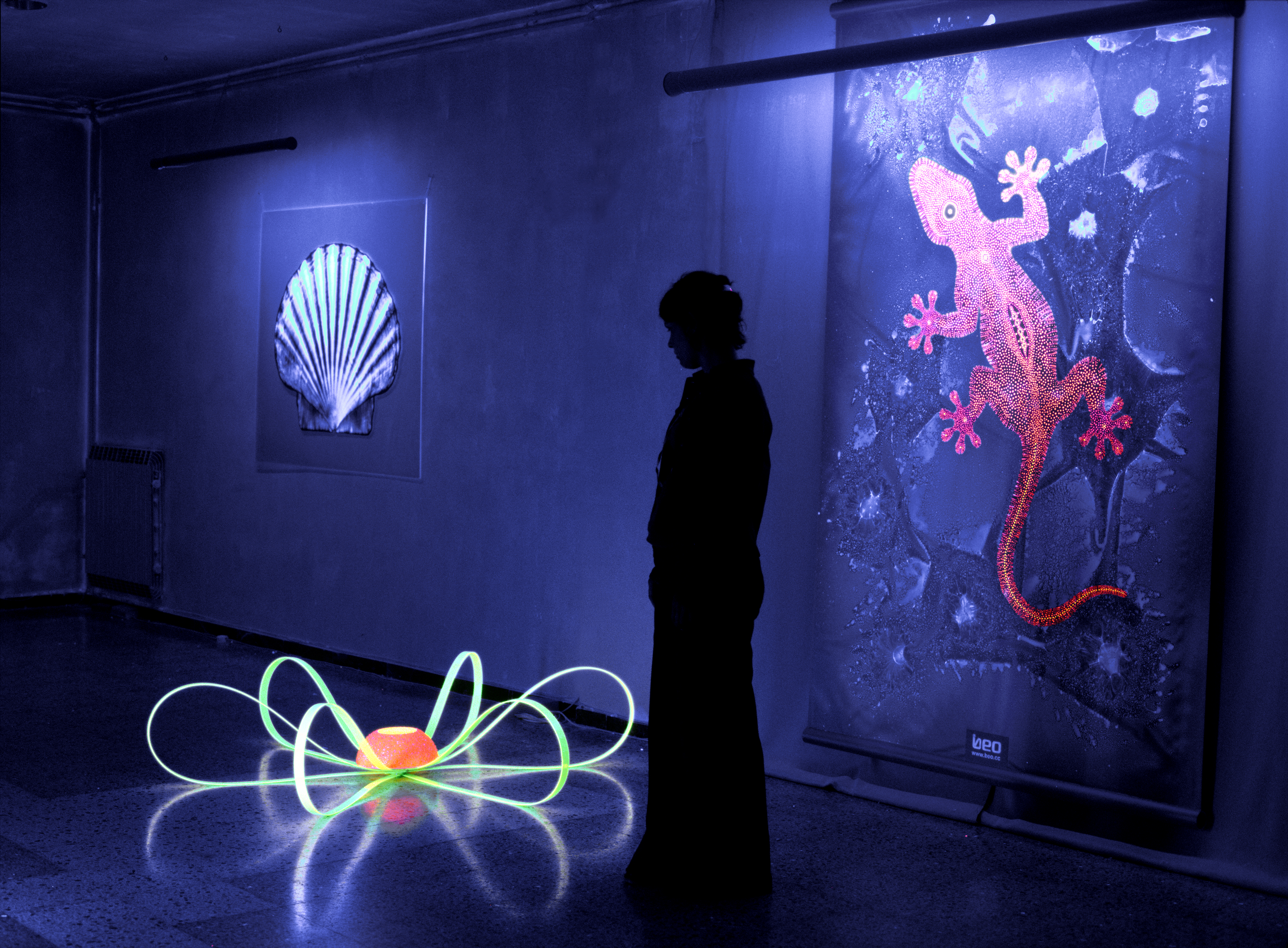
Флуоресцирующая акриловая краска в  ультрафиолетовом излучении
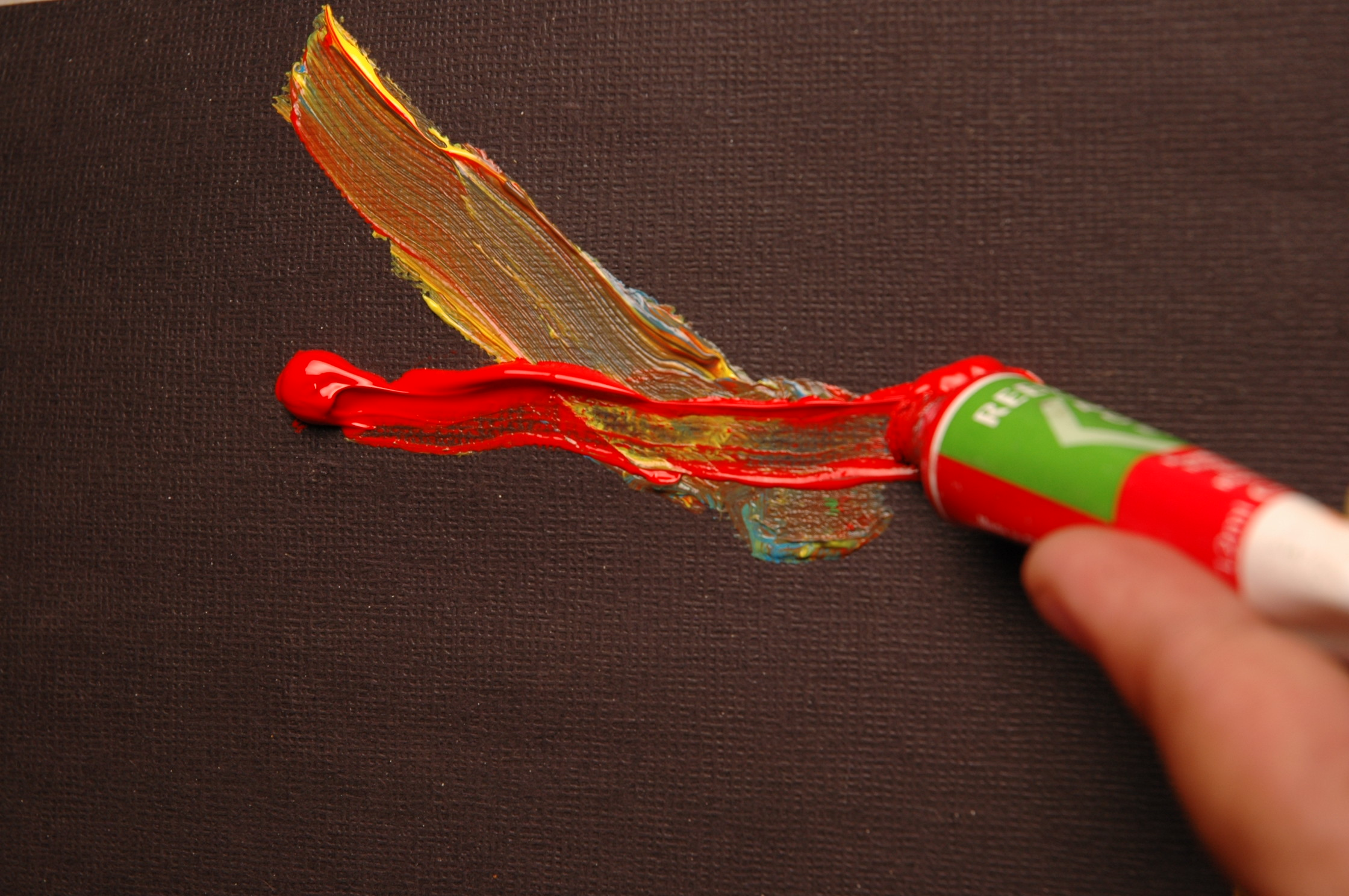